# Iglesia de San Juan Evangelista (Filadelfia)
La Iglesia de San Juan Evangelista o antes Catedral de San Juan Evangelista (en inglés: St. John the Evangelist Church) Es una de las parroquias católicas más activas de Filadelfia en Estados Unidos. Está compuesta por la Orden de los sacerdotes franciscanos capuchinos (que empezó a dirigir la parroquia en 1991), pero durante la mayor parte de su historia fue servida por sacerdotes seculares de la diócesis y la archidiócesis de Filadelfia.
La carta de la parroquia fue concedida el 27 de diciembre de 1830, en la fiesta de San Juan Evangelista, por el Obispo, Francis P. Kenrick, al Rev. John Hughes, aunque el lugar para la iglesia no fue elegido hasta el siguiente año. La iglesia finalmente fue consagrada el Domingo de Pasión (8 de abril) en 1832.
En 1838, la iglesia fue designada como Protocatedral de Filadelfia y el obispo tomó la residencia en la rectoría.